# کلاوس میشلر
کلاوس میشلر (انگلیسی: Klaus Michler؛ زادهٔ ۱۵ مهٔ ۱۹۷۰) بازیکن هاکی روی چمن اهل آلمان بود.